# Ofelia Giudicissi Curci
Ofelia Giudicissi Curci, nata Giudicissi (Pallagorio, 11 maggio 1934 – Roma, 13 settembre 1981), è stata una poetessa, scrittrice, archeologa e pittrice italiana, conosciuta maggiormente per il suo costante impegno nella tutela e nella salvaguardia della lingua e della cultura arbëreshë (sebbene tutte le sue poesie fossero scritte in italiano).

## Biografia
Ofelia Giudicissi nacque a Pallagorio, paese arbëreshë della provincia di Crotone, l'11 maggio 1934. Di modesta famiglia e settima di dieci figli (il padre Carmine era un maestro scolastico e la madre Domenica una contadina), si sposò nell'aprile del 1959 dopo un brevissimo fidanzamento con Antonio Curci, da cui prese anche il secondo cognome. Dal matrimonio nacquero due figli: Francesco, nato nel 1960, e Pietro, nato nel 1965.
Nel 1964 pubblicò la sua prima opera letteraria, Pallagorio, un libro di poesie interamente ispirato alla sua gente e alla sua terra, a cui fortemente era legata. Fu molto attiva anche nel campo dell'archeologia, soprattutto sui terreni del suo paese natale, dove effettuò diverse ricerche sull'esatta etimologia del nome del paese stesso.
Il 13 settembre 1981, mentre è ancora impegnata nella stesura del libro Momenti di un profilo meridionale, Ofelia Giudicissi Curci muore in seguito a una malattia: aveva 47 anni. Saranno poi il marito e i figli a pubblicare l'opera postuma, nel 1996.
Nell'agosto del 2021 i figli Francesco e Pietro danno alle stampe l'opera omnia (con alcuni inediti) intitolata Ofelia, poesie, presentata a Pallagorio in occasione del premio letterario a lei dedicato.
Ofelia riposa nel cimitero di Pallagorio; sulla sua tomba è incisa la poesia Ballata di novembre.

## Opere
- Pallagorio (Arti Grafiche Pedanesi, Roma, 1964), libro di poesie;
- Sintesi della storia di Umbriatico (scritto con Giovanni Giuranna, Olimpica, Roma, 1977);
- Momenti di un profilo meridionale (Parretti Grafiche, Firenze, 1996), opera postuma;
- Ofelia, poesie (Firenze, 2021), opera postuma.